# Opisthoxia bella
Opisthoxia bella är en fjärilsart som beskrevs av Butler 1881. Opisthoxia bella ingår i släktet Opisthoxia och familjen mätare. Inga underarter finns listade i Catalogue of Life.